# 方书剑
方书剑（1998年8月5日—），出生于浙江省义乌市，中国内地音乐剧男演员、流行乐歌手，2021年本科畢業于上海音乐学院音乐戏剧系，现于同校就读碩士学位。2018年以男中音演唱成员身份参与录制湖南卫视原创新形态声乐演唱节目《声入人心》，并演唱经典歌曲《Dancing through Life》、《那个男人》、《Melodramma》等。参演过音乐剧《信》、《我的遺願清單》、《趙氏孤兒》、《春上海1949》，歌剧《再别康桥》、《汤显祖》。

## 早年经历

### 学艺经历
方书剑自幼学习声乐，2007年起师从李改芳老师，2014年起师从金瑶老师，于青少年时期多次参加中国中央电视台《音乐快递》等音乐电视节目录制，并在全国性及国际声乐大赛中斩获优秀成绩。
金瑶老师认为方书剑的外形、气质、特长等更加适合音乐剧。2015年末，金瑶老师带着方书剑前往上海，观看了上海音乐学院的原创音乐剧《海上·音》，方书剑从此爱上了音乐剧。2016年，方书剑顺利考入上海音乐学院音乐戏剧系，师从著名歌唱家、声乐教育家方琼教授。

### 声乐比赛
2010年，参与中国中央电视台《音乐快递》节目录制，演唱《小男孩》、《少年梦想》、《多彩的世纪风》、《前进乌骏姆》等歌曲，并荣获擂主称号。
2010年，获第九届中国少年儿童歌曲卡拉OK电视大赛全国总决赛特等大奖。
2016年参加“中国声乐国际大赛”，获普通高中组民族唱法独唱金奖、普通高中组音乐剧独唱银奖。

## 演艺经历

### 参演音乐剧及歌剧
2016年至2018年，参演上海音乐学院原创音乐剧《海上·音》。方书剑从大一时的群舞逐渐成长，到大二时饰演胡三一角。此外，还参演了《再别康桥》、《汤显祖》两部上海音乐学院原创歌剧。
2017年12月，参演由凯迪拉克·上海音乐厅与上海话剧艺术中心联合制作的音乐剧《繁花尽落的青春》。
2019年4月参演东野圭吾音乐剧《信》中文版，在剧中饰演男主角武岛直贵，巡演城市包括上海、深圳、成都。同年5月起，参演中文版音乐剧《我的遗愿清单4.0》，在剧中饰演刘宝，巡演城市包括上海、长沙、西安、青岛、宁波、厦门、福州、苏州等。2019年7月即将参演音乐剧《梵高》，在剧中饰演梵高的弟弟提奥。同年10月，主演上海音樂學院獻禮新中國成立70周年的原創音樂劇《春上海1949》。
2020年8月宣佈將參演改編音樂劇《趙氏孤兒》，飾演脫離傳統故事框架的程子靈魂一角，並在2021年5月起參與全國巡演。
2021年10月參演上海音樂學院原創音樂劇《忠誠》，並作為本科畢業大戲，飾演向曉暉。

### 综艺节目
2018年10月，作为男中音演唱成员参与录制《声入人心》，前半程两次登上二重唱公演舞台演唱《那个男人》和《Melodramma》，后半程小组赛中与张超、黄子弘凡、梁朋杰组成四重唱“1975组合”，献上了《库斯克邮车》和《雪花的快乐》两首四重唱，第十一期出品人合作舞台中与郑云龙和出品人刘宪华一同演唱《最佳演出（The greatest show）》。
2019年2月19日参与录制《2019湖南卫视元宵喜乐会》，与贾凡、张超、石凯共同演唱《啊，朋友再见》。4月21日参与录制湖南卫视《巅峰之夜》第五期，节目于5月17日播出。5月1日参与录制湖南卫视《神奇的汉字》，并在节目中演唱古曲《阳关三叠》选段，节目于7月4日播出。
2020年12月25日，参与录制的中央广播电视总台国风少年创演节目《上线吧！华彩少年》播出。最终获得“优秀少年代表”。

### 音乐会
2019年1月13日，参加《记忆·乡愁》2019廖昌永广州音乐会，延续《声入人心》节目中的“1975组合”，与张超、黄子弘凡、梁朋杰作为表演嘉宾共同演唱《鸿雁》及《雪花的快乐》。
2019年4月22日，作为嘉宾参与简弘亦“亦X不染”演唱会上海站，演唱《小幸运》。
2019年5月14日，参加《声入人心》同名音乐会全国巡演重庆站，独唱《Dancing throughlife》，与贾凡等重唱《雪花的快乐》《故乡的云》等曲目。
2019年5月18日，参加“经典947辰山草地广播音乐节”，在小舞台“音乐剧嘉年华”演唱《如果爱》、《On this night of a thousand stars》、《Dancing through life》等世界知名音乐剧与国内优秀原创音乐剧的经典唱段，与徐均朔、王洁璐合唱《Can't take my eyes off you》，向社会大众积极推广音乐剧艺术。
2019年5月28日，参加《声入人心》同名音乐会全国巡演南京站，独唱《Dancing through life》，与张超、黄子弘凡、梁朋杰等重唱《雪花的快乐》、《库斯克邮车》、《The greatest show》等曲目。
2020年7月起，參與國家藝術基金2019傳播推廣項目《長相知-方瓊古詩詞歌曲音樂會》演出，獨唱《越人歌》及《青玉案·元夕》。

### 其他活动
2019年1月3日，做客湖南交通频道《能量音乐》直播间，与黄子弘凡一同接受电台采访。
2019年1月26日，参加新春唱响“我和我的祖国”快闪系列活动，与龙清泉、廖昌永、王晰、余笛及近万长沙市民在长沙橘子洲头唱响《我和我的祖国》，2月10日央视新闻报道了本次活动。
2019年3月9日，参加上汽上海文化广场剧艺堂主办的第14期“一名音乐剧演员的诞生”分享会，分享了学习音乐以及从事音乐剧演出的经历，并宣布了将参演《我的遗愿清单》的消息。 分享会结束后方书剑接受了网易娱乐的专访，该采访在3月24日登陆微博、哔哩哔哩弹幕网等平台。
2019年3月29日，做客上海电台动感101《音乐万花筒》直播间，演唱《初爱》等歌曲。
2019年5月在中共一大会址参与快闪活动，与上海音乐学院院长廖昌永教授、黄英教授及众多上音师生共同演唱《我和我的祖国》，用歌声带领上海市民，向祖国表达最诚挚的爱意。
2019年5月25日，参加复旦大学公共艺术课堂第83课“风起少年时”对谈分享会，从专业的角度分享了他关于已参演的两部音乐剧《信》和《我的遗愿清单》体会与思考，也探讨了艺术与生活的多种可能。
2019年6月12日，参加第十二届上海大学生电视节闭幕式暨颁奖盛典，压轴演唱《再一次出发》。

## 公益活动
2019年4月2日，参加“与星星对话”第十二个世界自闭症日公益倡导活动，与丁辉、翟李朔天合唱《爱的奉献》，为星星孩子献上最美的祝福，并用自身的影响力呼吁公众关爱、支持星星孩子。

## 音乐作品
| 期目     | 播出时间   | 曲目                     | 演唱形式及合作者                               |
| -------- | ---------- | ------------------------ | ---------------------------------------------- |
| 第二期   | 2018.11.09 | 《Dancing through life》 | 独唱                                           |
| 第三期   | 2018.11.16 | 《那个男人》             | 二重唱，阿云嘎                                 |
| 第六期   | 2018.12.07 | 《Melodramma》           | 二重唱，蔡程昱                                 |
| 第九期   | 2018.12.28 | 《库斯克邮车+青春舞曲》  | 四重唱，黄子弘凡，梁朋杰，张超                 |
| 第十期   | 2019.01.04 | 《雪花的快乐》           | 四重唱，黄子弘凡，梁朋杰，张超                 |
| 第十一期 | 2019.01.11 | 《The Greatest Show》    | 六重唱，刘宪华，郑云龙，黄子弘凡，梁朋杰，张超 |

| 年份   | 名称       | 备注                       |
| ------ | ---------- | -------------------------- |
| 2019年 | 《未来的》 | 首支个人单曲               |
| 2020年 | 《凯旋》   | 抗击疫情歌曲               |
| 2020年 | 詠嘆調     | 個人原創單曲               |
| 2020年 | 命運之歌   | 音樂劇《趙氏孤兒》角色單曲 |

## 舞台剧
| 首演时间   | 剧名                                                          | 角色     |
| ---------- | ------------------------------------------------------------- | -------- |
| 2017年12月 | 繁花落尽的青春                                                | 群舞     |
| 2018年8月  | 海上·音                                                       | 胡三     |
| 2019年4月  | 《jp\|手紙_(東野圭吾)#舞台\|信 (音乐剧)\|信》（东野圭吾原著） | 武岛直贵 |
| 2019年5月  | 我的遗愿清单                                                  | 刘宝     |
| 2019年7月  | 梵高                                                          | 提奥     |
| 2019年10月 | 春上海1949                                                    | 鄭揚帆   |
| 2020年10月 | 《長征組歌》青春版                                            | 領唱     |
| 2021年5月  | 徐俊音樂劇《趙氏孤兒》                                        | 程子靈魂 |
| 2021年10月 | 忠誠                                                          | 向曉輝   |